# Marcel Saupin
Marcel Saupin, né à Nantes le 21 mars 1892 et mort à Luçon le 10 janvier 1963, est industriel et un dirigeant sportif français, qui a notamment cofondé et présidé le principal club de football de sa ville natale, le FC Nantes, de 1944 à 1955.

## Biographie
Fils d'Auguste Saupin, un employé de commerce nantais, et de Marie Julie Teneaud, Marcel Saupin développe une entreprise de constructions métalliques.
Gardien de but de l'équipe de football « la Fraternelle de Rezé » en 1911, il est de 1916 à 1943, président de la Mellinet, et en fait un des clubs phares du football nantais avec la Saint-Pierre de Nantes (ces deux clubs seront à l'origine de la création du FC Nantes avec trois autres clubs qui sont : le Stade Nantais UC, l'AC Batignolles et l'ASO Nantaise),.
Il est lui-même chargé par le bureau du club, alors présidé par Marcel Braud, de recruter le premier entraineur de FCN en la personne de Aimé Nuic.
Durant l'Occupation, Marcel Saupin a une attitude collaborationniste : lui et son ami Jean Le Guillou adhérent au groupe « Collaboration » en 1942, un mouvement qui prônait la rénovation française, la réconciliation franco-allemande et la solidarité européenne. 
Il est aussi le fondateur et premier président de l'office municipal des sports (OMS) de Nantes de 1947 à 1956, président de la ligue de l'Ouest de football de 1955 à 1958, puis fait chevalier de la Légion d'honneur en 1957,.
Mort en janvier 1963, Marcel Saupin ne verra jamais son club en Division 1 car c'est à l'issue de la saison 1962-1963 au mois de juin de cette même année, que le FC Nantes connut sa première saison en élite.
Le stade Malakoff dans lequel le club jouait à cette époque, est rebaptisé en son honneur stade Marcel-Saupin en mai 1965.